# Museo de Arqueología Subacuática de Bodrum
El Museo de Arqueología Subacuática de Bodrum es uno de los museos arqueológicos de Turquía. Está ubicado en el Castillo de San Pedro de Halicarnaso de la ciudad de Bodrum, situada en la Provincia de Muğla. 

## Historia
El edificio del museo es un castillo del siglo XV. A raíz del desarrollo de la arqueología subacuática en la zona del Egeo en colaboración con el Instituto de Arqueología Náutica, fue necesaria la habilitación de una parte del edificio para la conservación de los restos arqueológicos hallados. Así, el museo funciona desde 1961. A partir de 2005 se realizaron obras de rehabilitación y modernización. Posteriormente el museo fue cerrado entre 2017 y 2019 para emprender nuevas obras de rehabilitación cuyo resultado, sin embargo, ha provocado críticas de Oğuz Alpözen, uno de los fundadores del museo.

## Colecciones
El museo contiene una colección de objetos relacionados principalmente con las excavaciones subacuáticas que tienen lugar en entornos próximos a la costa de Turquía, aunque también hay algunos que han sido hallados en tierra. Algunos de los restos de naufragios que han sido excavados tienen una importancia excepcional, como las ánforas de Seytan Deresi (siglo XVI a. C.) o los hallazgos del pecio de Uluburun (siglo XIV a. C.) y del pecio del cabo Gelidonya (hacia 1200 a. C.), que navegaron durante la Edad del Bronce y han proporcionado información sobre el comercio y las técnicas de navegación de este periodo. 
Otro de los naufragios pertenece a un barco griego del siglo V a. C. que fue hallado en Tektas Burnu. Del periodo helenístico el museo alberga algunos objetos encontrados casualmente por pescadores de esponjas. Entre ellos destacan dos estatuas de bronce. 
Otros naufragios pertenecen a barcos romanos y bizantinos, como dos hallados en Yassi Ada, de los siglos IV y VII, y uno en Serçe Limanı. Este último, en concreto, que pertenece al siglo XI, transportaba grandes cantidades de vidrio probablemente entre puertos del Imperio bizantino y puertos islámicos. En este también se han hallado aparejos de pesca, armas, muelas de molino y un juego de ajedrez, entre otros objetos, y ha proporcionado valiosa información sobre la construcción de los barcos bizantinos.
Los objetos que han sido sacados a la luz incluyen recipientes de cerámica, piezas metálicas, monedas, estatuas, herramientas y joyas.
Además de los objetos hallados en estas excavaciones se exhiben también maquetas de los barcos.
|                       |
| Colección de ánforas. |

|                                |
| Réplica del pecio de Uluburun. |

|                                      |
| Disco de oro de procedencia cananea. |

|                                       |
| Diosa de procedencia siria-palestina. |

|                                                     |
| Reconstrucción de un barco bizantino del siglo VII. |